# بيت يتير

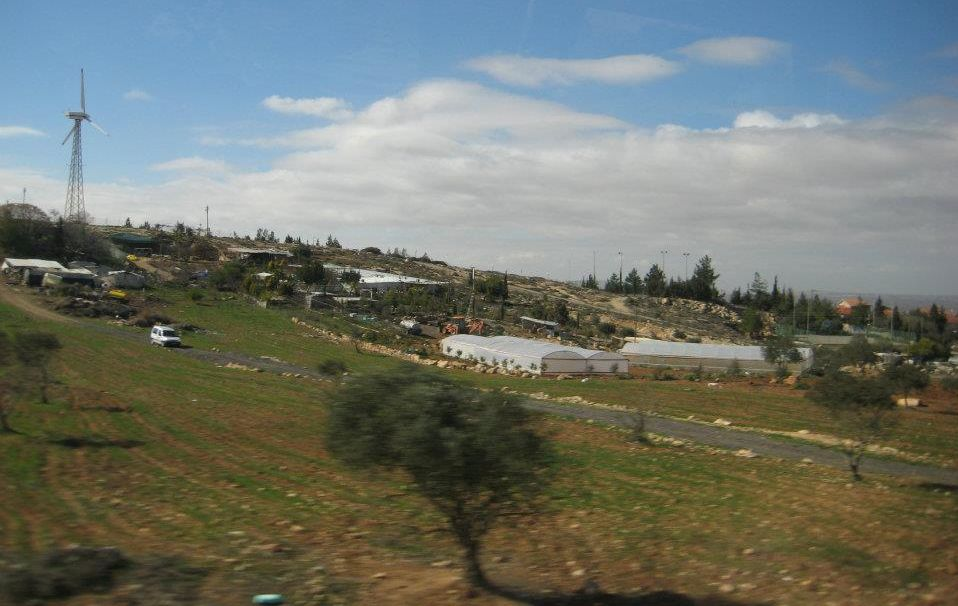
منظر عام لموشاف بيت يتير

بيت يتير (بالعبرية: בית יתיר) ، هو موشاف لليهود الأرثوذكس في تلال الخليل جنوب الضفة الغربية على طول الخط الأخضر جنوب سوسيا. ويعتبر المجتمع الدولي المستوطنات الإسرائيلية في الضفة الغربية غير قانونية بموجب القانون الدولي
يقع الموشاف على تلة 900 متر فوق مستوى سطح البحر ويديرها مجلس إقليمي جنوب جبل الخليل. والمستوطنة أقيمت مكان خربة قديمة تتبع لبلدة السموع. أنشئت في عام 1979 من قبل طلاب من معهد مركاز هراف يشيفا.